# Búp bê sát nhân (phim 2019)
Búp bê sát nhân (tiếng Anh: Child’s Play) là một bộ phim kinh dị năm 2019 được viết bởi Tyler Burton Smith và đạo diễn Lars Klevberg. Một phiên bản làm lại từ bộ phim cùng tên năm 1988 và khởi động lại thương hiệu Child’s Play, nó kể về một gia đình bị khủng bố bởi một con búp bê công nghệ cao, người trở nên tự nhận thức và sau đó giết người. Phim có sự tham gia của Aubrey Plaza, Gabriel Bateman, Brian Tyree Henry, Tim Matheson, David Lewis và Mark Hamill là giọng nói của Chucky. Đây là một hợp tác quốc tế của Hoa Kỳ và Canada.
Sự phát triển của bản làm lại cho Child's Play đã được công bố vào tháng 7 năm 2018. Klevberg đã ký hợp đồng với tư cách đạo diễn từ kịch bản của Burton Smith, cho biết trong một cuộc phỏng vấn, ông đã lấy cảm hứng từ bộ phim khoa học viễn tưởng năm 1982, E.T. các mặt đất thêm. Quay phim chính kéo dài từ tháng 9 đến tháng 11 năm 2018 tại Vancouver, British Columbia.
Phim đã được phát hành tại Hoa Kỳ vào ngày 21 tháng 6 năm 2019, bởi Orion Pictures thông qua United Artists Rel Release. Bộ phim đã nhận được nhiều ý kiến trái chiều và thu về 45 triệu đô la trên toàn thế giới so với ngân sách 10 triệu đô la. Hiện tại, phần tiếp theo đang được phát triển.

## Nội dung
Búp Bê Sát Nhân (2019) là câu chuyện xoay quanh Karen và Andy Barclay hai mẹ con bị khủng bố bởi con búp bê mới của Andy mang tên Buddi. Thay vì bị quỷ ám hay chiếm hữu bởi một linh hồn thù hận, Buddi là phiên bản búp bê lỗi với mã lập trình bị hack bởi một nhân viên xưởng sản xuất làm tăng xu hướng bạo lực của Chucky.